# Конфликт Деникина и Врангеля
В период Гражданской войны в России в лагере Белого движения на Юге России в 1919-1920 годы сформировался конфликт между Главнокомандующим Вооружённых сил Юга России (ВСЮР) генерал-лейтенантом Антоном Деникиным и одним из возвысившихся военачальников Добровольческой армии, генерал-лейтенантом Петром Врангелем. Конфликт оказал существенное влияние на состояние взаимоотношений в высшем командном составе ВСЮР, способствовал возникновению раскола в белом лагере, а также продолжился в эмиграции.

## Причины
Современные исследователи расходятся во мнениях и называют противоречия между Деникиным и Врангелем как политическими:574, так и не носящими политического характера. Отрицающими политический характер разногласий в качестве причины конфликта указывается разница в видении двумя генералами вопроса выбора союзников и дальнейшей стратегии для сил Белого движения на Юге России, которая быстро перешла в плоскость взаимных обвинений и диаметрально противоположных оценок одних и тех же событий.
Историк С. В. Волков полагал, что конфликт между двумя военачальниками был предопределён принадлежностью каждого из них к различным социальным группам русского офицерства и имел психологические причины, которые обуславливались различием в социальном происхождении генералов (П. Н. Врангель — представитель старинного дворянского, баронского рода; А. И. Деникин — из семьи крепостного крестьянина). По мнению историка, предубеждение армейского офицера из незнатного рода к «гвардейскому офицеру», «аристократу» сыграло свою роль в отношении А. И. Деникина к П. Н. Врангелю.

## Зарождение
Однако конфликт между генералами не был вызван только личными предубеждениями. В его основе лежали более существенные расхождения, прежде всего в вопросах стратегического планирования военных операций. П. Н. Врангель принадлежал к той группе белых военачальников, которые полагали, что направлением развития военных усилий белых должно быть царицынское направление, для соединения с Восточным фронтом Русской армии. Начальной точкой конфликта исследователями называется игнорирование А. И. Деникиным в апреле 1919 года секретного рапорта П. Н. Врангеля, в котором он предлагал сделать царицынское направление наступления белых армий приоритетным.
А. И. Деникиным позднее была издана Московская директива наступления, которая после её неудачи была публично раскритикована П. Н. Врангелем. Объектами критики П. Н. Врангеля также становились отказы А. И. Деникина удовлетворять запросы первого о предоставлении подкреплений малочисленной Кавказской Добровольческой армии под командованием П. Н. Врангеля, плохая организация тыла, а также кадровая политика Главнокомандующего ВСЮР.

## Усугубление
Открытые проявления конфликта начали обозначаться с середины 1919 года. Начиная с середины июня 1919 года письма и рапорты Врангеля к Главнокомандующему ВСЮР Деникину приобрели характер памфлетов, ориентированных на третьего читателя. Врангель после отправки знакомил с текстом этих документов своих помощников и некоторых общественных деятелей, после чего их содержание становилось известно офицерской среде и гражданским обывателям:578.
После того, как поход на Москву начал терпеть неудачи, критика Деникина активизировалась.

## Активная фаза
К концу 1919 года между генералами разгорелась открытая конфронтация. Эмигрантский историк и биограф Деникина Дмитрий Лехович пишет, что скрытая оппозиция Деникину в правых кругах белого лагеря Юга России существовала ещё с конца 1918 года. К середине ноября 1919 года, по мнению автора, расхождения с Деникиным поставили Врангеля на остриё политической оппозиции Деникину, которая «нашла наконец в генерале Врангеле открытого выразителя своего недовольства».
Врангель зондировал почву по смене генерала Деникина:53, но в январе 1920 года подал в отставку, покинул территорию ВСЮР и уехал в Константинополь, пребывая там до весны 1920 года. Конфликт Деникина и Врангеля способствовал возникновению раскола в белом лагере, он продолжился также и в эмиграции.

## Проявления в эмиграции
Позднее история конфликта подробно была описана обоими генералами в их мемуарах: и Деникиным в «Очерках русской смуты», и Врангелем в «Записках» (которые иногда воспринимаются как ответ Врангеля на последний том «Очерков» Деникина).